# Tom Cairney
Thomas Cairney (Nottingham, 20 de janeiro de 1991) é um futebolista profissional inglês que atua como meio-campista. Atualmente, joga no Fulham.

## Carreira

### Hull City
Tom Cairney se profissionalizou no Hull City, em 2009.

### Fulham
Tom Cairney se transferiu ao Fulham, em 2015.

## Títulos
Fulham
- EFL Championship play-offs: 2017–18[2]